# Дверь Войны за независимость
Дверь Войны за независимость — это произведение американского скульптора Томаса Кроуфорда, расположенное на восточном фасаде крыла Палаты представителей Капитолия Соединённых Штатов Америки в Вашингтоне, США.

## Описание
Две створки двери состоят из шести панно, изображающих события времен Войны за независимость.
На левой панели сверху вниз изображены:
- Битва за Вайоминг
- Битва при Лексингтоне
- Вручение флага и медали генерал-майору Натанаэлю Грину
- Смерть генерал-майора Ричарда Монтгомери

На правой панели сверху вниз изображены:
- Публичные чтения Декларации независимости США в Филадельфии.
- Парижский мир
- Прощание Джорджа Вашингтона со своими офицерами в Нью-Йорке в таверне Fraunces.
- Бенджамин Франклин за работой в своей студии [1]

## История
Кроуфорд спроектировал двери в Риме между 1855 и 1857 годами. Кроуфорд умер в 1857 году, продолжил создавать модели по оригинальным эскизам Кроуфорда Уильям Райнхарт в 1863–1867 годах. Модели хранились в крипте Капитолия, пока не были отлиты в 1904 г. и установлены в 1905 году.
Кроуфорд также создал сопутствующий набор бронзовых дверей для крыла Дома Капитолия, Дверь Джорджа Вашингтона и войны за независимость.
В 1993 году дверь была проанализирована реставраторами из организации Save Outdoor Sculpture! и была признана поддерживаемой в хорошем состоянии.